# Jwaneng
Jwaneng es una ciudad situada en el Distrito Sur, Botsuana,aunque no forma parte de él, siendo un distrito separado, con su propio Ayuntamiento. Tiene una población de 18.008 habitantes, según el censo de 2011.

## Historia
La ciudad se formó en torno a la mina de diamantes Jwaneng, considerada la más rica del mundo en términos de calidad de sus diamantes. En su inicio era una "ciudad cerrada", lo que significa que para poder vivir allí era necesario el permiso de los propietarios de la mina, Debswana.